# Little Pink Anderson
Alvin (Little Pink) Anderson (Spartanburg (South Carolina), 13 juli 1954) is een Amerikaans bluesmuzikant, en zoon van Pink Anderson en Mary Geneva Flynn Bryant.
Anderson trad al op driejarige leeftijd op in de medicine show van Dr. Kerr en zijn vader, als tapdanser en zanger. Tegenwoordig zingt hij naast eigen werk ook de muziek van zijn vader.